# Playa Las Machas
La playa Las Machas (18°26′44.09″S 70°18′13.96″O / -18.4455806, -70.3038778) es una playa del océano Pacífico ubicada en la Región de Arica y Parinacota, Chile.
Se encuentra al norte del espacio urbano de Arica y se extiende desde la playa Chinchorro hasta la desembocadura del río Lluta al océano.
Es muy peligrosa, porque posee fuerte corrientes marinas en la orilla, por consiguiente no es apta para el baño. Aquí se practica la pesca, y cuando hay marea alta, es ideal para la práctica de surf. La playa debe a su nombre a la macha, un molusco comestible, pues antiguamente existía allí en grandes cantidades. Al norte de la playa, existe la posibilidad de acampar frente al mar, pues no hay mucha concurrencia de personas a este sector. Se accede por la avenidas Luis Beretta y Las Dunas.

## Galería

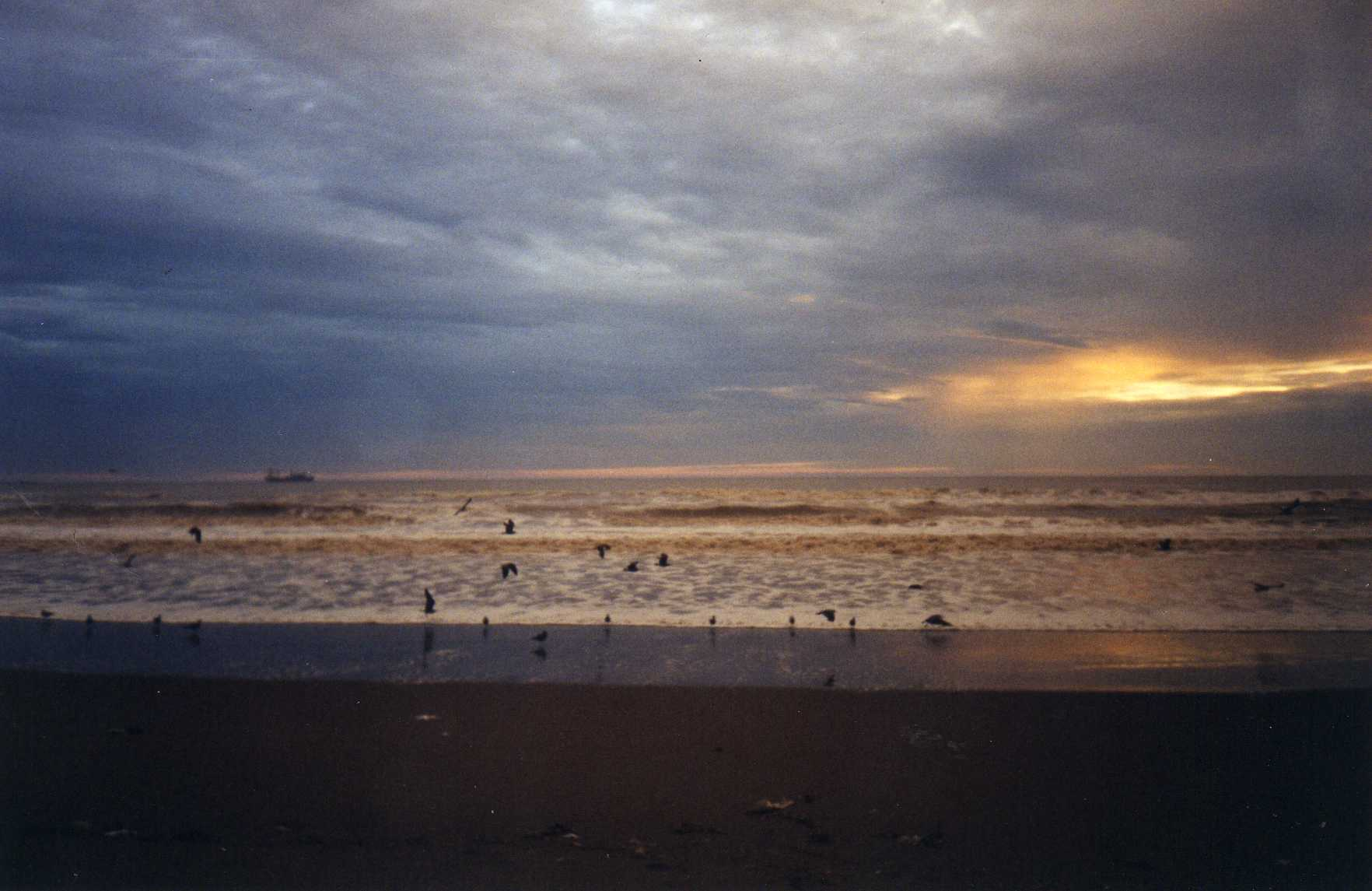
Playa Las Machas durante la bajada del Río Lluta a las costa de Arica.
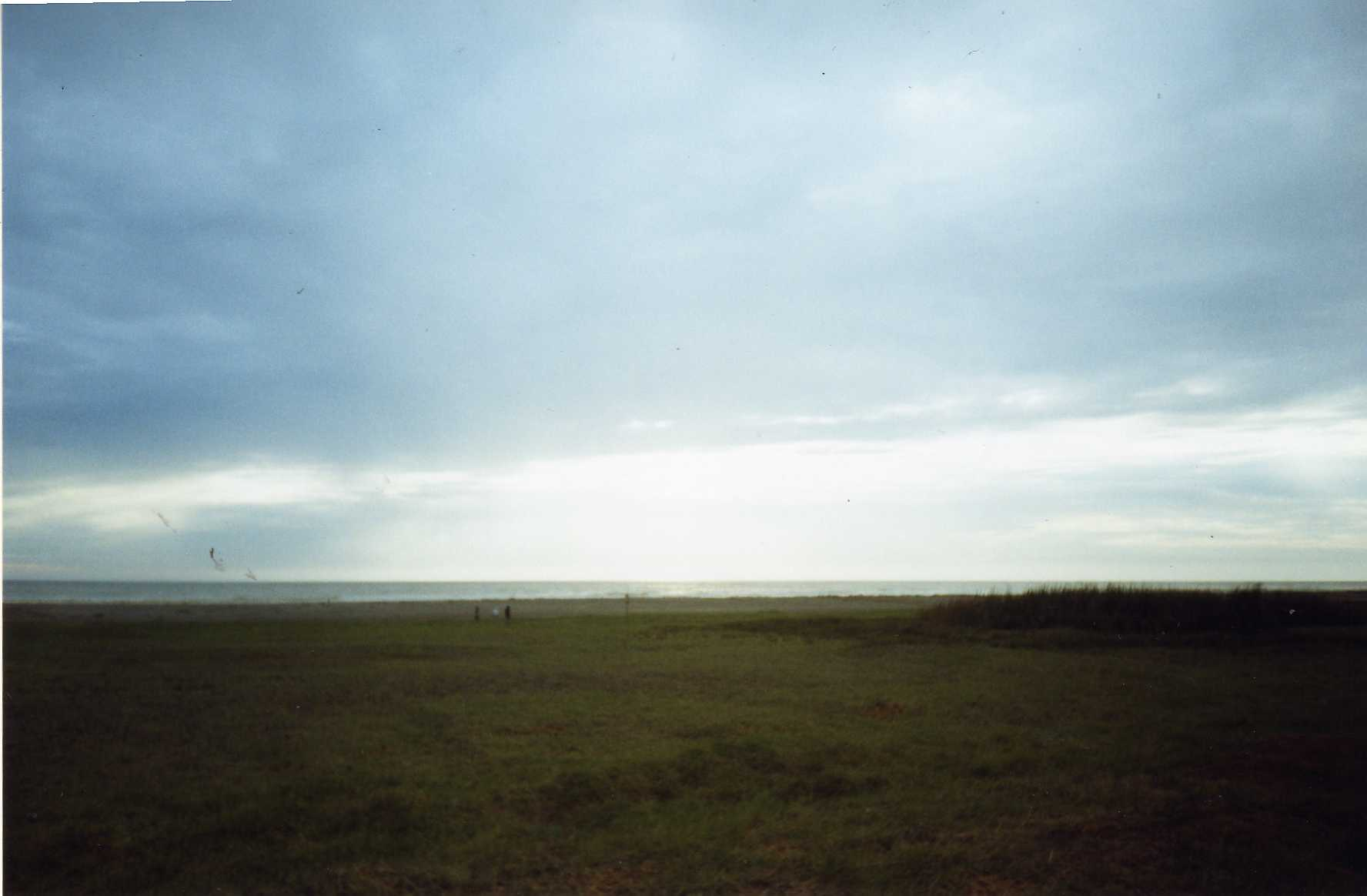
Playa Las Machas y parte del Humedal del río Lluta.

- Datos: Q9060620